# (660) Crescentia
(660) Crescentia es un asteroide perteneciente al cinturón de asteroides descubierto el 8 de enero de 1908 por Joel Hastings Metcalf desde el observatorio de Taunton, Estados Unidos.

## Designación y nombre
Crescentia recibió al principio la designación de 1908 CC.
Se desconoce la razón del nombre.

## Características orbitales
Crescentia está situado a una distancia media de 2,534 ua del Sol, pudiendo acercarse hasta 2,26 ua. Su inclinación orbital es 15,2° y la excentricidad 0,1081. Emplea en completar una órbita alrededor del Sol 1473 días.
Crescentia forma parte de la familia asteroidal de María.